# Turistická značená trasa 7275
 Turistická značená trasa 7275 je 7 kilometrů dlouhá žlutě značená turistická trasa Klubu českých turistů v okresech Ústí nad Orlicí a Šumperk spojující město Králíky s masívem Jeřábu. Její převažující směr je východní. Závěr trasy se nachází na území přírodního parku Jeřáb.

## Průběh trasy
Počáteční bod trasy 7275 se nachází v nadmořské výšce 572 m na Velkém náměstí v Králíkách, kudy prochází i červeně značená trasa 0415 spojující Orlické hory s Králickým Sněžníkem, Naučná stezka vojenské historie Králíky a zeleně značená okružní Hraběcí stezka obsluhující oblasti jihovýchodně od města. S ní vede trasa 7275 v souběhu východním směrem na okraj města a poté již samostatně stoupá podél křížové cesty na Horu Matky Boží. Na jejím vrcholu obchází zdejší klášter a opět v krátkém souběhu s Hraběcí stezkou klesá do Dolní Hedče. Za ní stoupá po místní komunikaci na vrchol Valu se stejnojmennou rozhlednou. Za ním mírně klesá na horní okraj vsi Horní Orlice, kde se nachází rozcestí a krátký souběh s modře značenou trasou 1855 přicházející z Červené Vody a pokračující na vrchol Jeřábu. Trasa 7275 stoupá pěšinami a lesními cestami jeho severním úbočím v nadmořské výšce 921 m na rozcestí Pod Jeřábem, kde končí. Přímo na ní navazuje rovněž žlutě značená trasa 7811 k nedalekému poutnímu místu u kaple Nejsvětější Trojice a stejným směrem tudy prochází i modře značená trasa 2209 z vrcholu Jeřábu.

## Turistické zajímavosti na trase
- Městské muzeum Králíky
- Muzeum celnictví Králíky
- Sakrální památky podél křížové cesty na horu Matky Boží
- Alej ke klášteru podél křížové cesty
- Hora Matky Boží s klášterem, vyhlídkovým místem a skupinou památných stromů
- Rozhledna Val
- Vyhlídková místa v severním úbočí Jeřábu